# Доміциляція
Доміциля́ція — призначення за векселем особливого місця платежу, відмінного від розташування особи, яка зазначена як платник за векселем, шляхом проставлення доміциляційної формули. При складанні векселя векселедавець може зазначити не тільки особливе місце платежу, але й особу, яка оплатить вексель у місці доміциляції. Якщо така особа не зазначена, то це означає, що її може визначити трасат при акцепті. Якщо він цього не зробить, то вважається, що акцептант сам виконує платіж у місці доміциляції.
Третя особа, вказана у векселі, яка, підмінюючи акцептанта чи векселедавця, платить за векселем за місцем проживання платника або в іншому обумовленому місці, називається доміциліатом, а та, що уповноважила Його це зробити, — доміциліантом.
Можливі такі види доміцільованого векселя:
- невизначено доміцильований вексель — коли векселедавець зазначає лише місце платежу, відмінне від місцеперебування платника, проте не вказує третю особу, яка здійснить платіж;
- визначено доміцильований вексель — коли векселедавець зазначає не лише місце платежу, відмінне від місцеперебування платника, а й третю особу, яка здійснить платіж.

Найчастіше функцію доміциліата здійснює банк, що обслуговує платника.
Доміцилювання простого векселя доцільне у двох випадках:
1. Коли зазначене у ньому місце платежу викликає сумніви щодо наявності банківських установ для своєчасного отримання платежу і його переказу законному векселетримачеві;
2. Коли у місці платежу відсутні надійні умови для опротестування векселя на випадок невиконання зобов'язання.

Переказний вексель доміцилюють переважно з метою наближення місця платежу до центрів ділової активності.